# Es tönen die Lieder
Es tönen die Lieder ist ein Volks- und Frühlingslied eines unbekannten Komponisten aus dem 19. Jahrhundert, das den Frühling begrüßt. Die einfach zu singende Melodie ist als Kanon zu drei Stimmen angelegt; sie kann auch als Krebskanon gesungen werden. Das Lied wurde vermutlich erstmals 1869 aus dem Nachlass des Turnpädagogen Adolf Spieß veröffentlicht, der zu dem Lied eine Schrittfolge entwickelt hatte, welche erstmals 1853 aufgeführt wurde.